# Junge Münchner Philharmonie
Die Junge Münchner Philharmonie ist ein Projektorchester für Musikstudenten und junge Profis mit Sitz in München. Unter der künstlerischen Leitung des Dirigenten und Gründers Mark Mast studiert es mit professionellem Qualitätsanspruch verschiedene Werke der klassischen und zeitgenössischen Musik ein. Es ist ein Klangkörper des Vereins Bayerische Philharmonie.

## Geschichte des Projektorchesters
Im Jahre 1996 gründete der Dirigent Mark Mast ein projektorientiertes Orchester für Musikstudenten und angehende Berufsmusiker.
Die Gründungstournee des Orchesters führte im August des gleichen Jahres durch Colorado, USA; als orchestra-in-residence war die Philharmonie zum Colorado Music Festival eingeladen.
1998 wurde die Junge Münchner Philharmonie für die jährlich stattfindenden Festspiele Orff in Andechs engagiert, als deren „Hausorchester“ sie seitdem fungiert. Orff in Andechs, bei denen in den Sommermonaten im Florian-Stadl des Klosters Andechs Werke von Carl Orff (unter anderem Der Mond, Die Bernauerin, Die Kluge, Carmina Burana und erstmals im Jahre 2004 von Wilfried Hiller Der Goggolori) unter der Regie von Prof. Dr. Hellmuth Matiasek aufgeführt werden, sind weltweit die bedeutendste Spielstätte, die sich der Pflege der Orffschen Werke verpflichtet hat.
Seit der Gründung 1996 findet ebenfalls eine ein bis zwei Wochen dauernde Orchesterakademie statt. Nachdem von 1998 an drei Jahre lang das Kloster Andechs als Spielort diente, wird die Akademie seit 2001 im Kloster Seeon abgehalten.  Hierbei werden Meisterwerke der symphonischen Literatur vom Barock bis zur Gegenwart präsentiert. Die zeitliche Abfolge der Komponisten der jeweiligen Hauptwerke liest sich wie folgt:  C. Ph. E. Bach – Haydn – Mozart – Beethoven – Brahms – Strauss – Bruckner.
Dritter fester Bestandteil des Programms der Jungen Münchner Philharmonie ist die „Symphonische Meisterklasse“. Unter der Leitung von bedeutenden Dirigenten wie Zubin Mehta, Colin Davis und Esa-Pekka Salonen werden symphonische Werke von W.A. Mozart bis Edward Elgar einstudiert. 
Seit 2001 hat sich mit der Osterakademie La Villa als viertes regelmäßig stattfindendes Projekt eine Akademie und Meisterklasse für Kammermusik und Kammerorchester etabliert. 
2002 führte die Junge Münchner Philharmonie unter Mark Mast erstmals in Zusammenarbeit mit dem Jungen Ensemble der Bayerischen Staatsoper und der Orchesterakademie des Bayerischen Staatsorchesters Stücke aus bekannten Opern großer Komponisten wie Mozart, Händel und Vivaldi im Rahmen von Opernkonzerten auf, ein Projekt, das seit 2004 einmal jährlich stattfindet 
2006 übernahm Laurent Pillot, Leiter des Opernstudios der Bayerischen Staatsoper, die Gesamtleitung des Opernprojekts. Auch 2007 wirkte Pillot wieder bei der Neuauflage der Opernkonzerte mit.
Sechstes Standbein des Orchesters ist das seit 2004 jährlich an W.A. Mozarts Geburtstag stattfindende Benefizkonzert, bei dem die Gegenüberstellung von Werken Mozarts und Komponisten des 20. Jahrhunderts thematische Tradition geworden ist. 
Im September 2006 feierte die Junge Münchner Philharmonie ihr 10-jähriges Jubiläum mit der Aufführung der 9. Sinfonie von Ludwig van Beethoven im Münchner Herkulessaal. 
Am 1. Januar 2007 bestritt die Junge Münchner Philharmonie das Neujahrskonzert im Großen Festspielhaus in Salzburg. Zusammen mit dem eigens dafür gegründeten Chor, der in kürzester Zeit auf 130 Mitglieder angewuchs, führte sie erneut die 9. Sinfonie von Beethoven auf, welche von ihr auch ein weiteres Mal beim Abschlusskonzert der Europäischen Wochen in Passau 2007 aufgeführt wurde.
Daneben erweitern Kammermusik-Meisterkurse in „La Villa“, zahlreiche weitere Konzerte im In- und Ausland und Kooperationen mit weiteren namhaften Partnern wie der Bayerischen Theaterakademie August Everding im Prinzregententheater und der Celibidache Stiftung das Angebot der Jungen Münchner Philharmonie. Besonders anzumerken sind auch das Gastspiel auf der EXPO 2000 in Hannover, die CD-Produktionen 2001 sowie die DVD-Produktionen 2005 und 2006.

## Aufnahme und Auswahl
Jährlich werden nach einer Probespielausschreibung Musiker bei Probespielen an Musikhochschulen und Konservatorien im ganzen Bundesgebiet ausgewählt, die dann gezielt für die verschiedenen Projekte eingeladen werden. Diese Arbeitsweise bietet möglichst vielen jungen Musikern die Gelegenheit, an professionell gestalteten Projekten teilzunehmen und garantiert die hohe Qualität jeder einzelnen Produktion. Bei der Einstudierung wird besonderer Wert auf die Zusammenarbeit mit hochqualifizierten Dozenten für die einzelnen Gruppen gelegt.